# Alecko Eskandarian
Alecko Eskandarian (* 9. Juli 1982 in Montvale, New Jersey) ist ein ehemaliger US-amerikanischer Fußballspieler. Der Stürmer spielte zuletzt für Los Angeles Galaxy in der Major League Soccer.
Aktuell ist er Assistenztrainer bei New York Cosmos.

## Spielerkarriere

### Jugend und College
Eskandarian besuchte die Bergen Catholic High School in Oradell, New Jersey. 2000 erhielt er den Gatorade National High School Athlete of the Year Award, für seine Leistungen in der Schulmannschaft der High School. In seinem letzten Jahr erzielte er 66 Tore in 25 Spielen. Dafür wurde er als NSCAA/adidas All-American und New Jersey State Player of the Year ausgezeichnet. Als er die Schule beendet hatte er insgesamt 154 Tore erzielt, damit die meisten in Bergen County und die zweitmeisten in New Jersey.
Von 2000 bis 2002 besuchte er die University of Virginia und spielte für die Virginia Cavaliers in deren College-Soccer Mannschaft. 2002 erhielt er die Hermann Trophy. Während seiner Zeit am College war er einer der besten Spieler der Cavaliers. Insgesamt erzielte er in drei Jahren 50 Tore in 60 Spielen und wurde mit mehreren Ehrungen ausgezeichnet.
2010 kehrte er zur University of Virginia zurück, machte seinen Abschluss und übernahm einen Posten als Assistenztrainer bei den Cavaliers.

### Profi
Im MLS SuperDraft 2003 wurde er als 1. Pick in der ersten Runde von D.C. United gedraftet. Während seiner ersten Saison erzielte er drei Tore in 23 Spielen. 2004 wurde Piotr Nowak Trainer der Mannschaft und Eskandarian übernahm eine größere Rolle in der Mannschaft. In der Regular Season erzielte er 10 Tore und war mit seinen vier Toren in den Play-offs maßgeblich an dem Gewinn des MLS Cups 2004 beteiligt. Nachdem er im Finalspiel zwei Tore erzielt hatte, wurde er als Wertvollster Spieler des Spiels ausgezeichnet. Aufgrund seiner Leistung wurde er in das MLS All-Star Team berufen und erzielte beim All-Star Spiel East gegen West, ein Tor für die Eastern Conference All-Stars.
Die Saison 2005 war früh Eskandarian beendet. Er erlitt ein Schädel-Hirn-Trauma und konnte die meisten Spiele der Saison nicht bestreiten. 2006 kehrte er zurück und erzielte gleich im ersten Ligaspiel ein Tor. Es folgten weitere sechs Tore und Eskandarian wurde erneut für das All-Star Spiel der MLS berufen. In diesen Spiel gegen Real Madrid erzielte den Ausgleich zum 1:1.
Am 22. Dezember 2006 wurde er an Toronto FC verkauft. Bei den Kanadiern blieb er allerdings nur bis Mai 2007. Toronto tauschte ihn am 22. Mai 2007 gegen Jeff Cunningham von Real Salt Lake. In Salt Lake City blieb er den Rest der Saison. Insgesamt stand er in der Saison 2007 23-mal auf dem Platz und erzielte sieben Tore.
Im Rahmen des MLS SuperDraft 2008 wechselte er für eine Ablösesumme zu CD Chivas USA. Aufgrund einer Verletzung fiel er die erste Hälfte der Saison aus, konnte aber am Ende der Saison fünf Tore in acht Spielen erzielen.
Am 1. Juli 2009 wechselte er erneut, diesmal zu Chivas Lokalrivalen Los Angeles Galaxy. In seinem Debüt am 4. Juli für Galaxy erzielte er auch sein erstes Tor für seinen neuen Arbeitgeber. Am 19. Juli, während eines Freundschaftsspiels gegen den AC Mailand verletzte sich Eskandarian. Ein Ball traf ihn mitten ins Gesicht und er zog sich eine gebrochene Nase und ein Schädel-Hirn-Trauma zu. Aufgrund dieser Verletzung musste er bis März 2010 pausieren und kehrte anschließend nicht als Spieler zurück.
Nachdem er ein Jahr lang als Co-Trainer bei seiner ehemaligen College-Mannschaft Virginia Cavaliers gearbeitet hatte, wurde er am 15. Juni 2011 Technischer Direktor im Jugendbereich bei Philadelphia Union. Im Februar 2013 gab New York Cosmos bekannt, Eskandarian als neuen Assistenztrainer verpflichtet zu haben.

### Nationalmannschaft
Alecko Eskandarian absolvierte ein Spiel für die US-amerikanische Nationalmannschaft. Am 27. Mai 2003 lief er für die USA im Spiel gegen Wales auf.
Er war außerdem Teil der U-17, U-20 und U-23 Nationalmannschaft der USA. Beim Qualifikationsturnier für die Olympischen Sommerspiele 2004 in Athen, erzielte er vier Tore.

## Trivia
- Eskandarian ist armenischer Abstammung. Sein Vater ist der ehemalige iranische Nationalspieler Andranik Eskandarian, der 1979 bis 1990 in den USA aktiv Fußball spielte.
- Er spielte in einer Episode der Reality-TV-Serie Keeping Up with the Kardashians mit. Während dieser Folge hatte er ein Blinddate mit Kardashian.[6]